# Jean-Antoine Courbis
Pour les articles homonymes, voir Courbis.
Jean-Antoine Courbis, né le 28 janvier 1752 à Tournon, mort le 11 mai 1795 à Nîmes, est un avocat et homme politique français.
Il est notamment maire de Nîmes sous la Révolution française à Nîmes.

## Biographie
Fils d'un marchand, Jean-Antoine Courbis est avocat au Parlement de Toulouse et devient procureur de la sénéchaussée de Nîmes en 1785. Électeur et membre du club des Amis de la Constitution de cette ville en 1790, il devient officier municipal le 27 mars 1791, dominée par les marchands patriotes. Toutefois, il se rapproche des sans-culottes, adhérant en octobre 1792 à la Société populaire, composée majoritairement d'artisans du textile. En novembre 1792, il est élu procureur-syndic du district de Nîmes.
Lors de la révolte fédéraliste du Midi, en juin-juillet 1793, il doit se cacher. En septembre 1793, les représentants Rovère et Poultier le nomment maire de Nîmes et membre du comité de surveillance du Gard, dont il est élu président. En revanche, il refuse la place de président du tribunal criminel que les deux représentants en mission lui offraient.
La rigueur avec laquelle il pourchasse les fédéralistes lui vaut, à la demande du représentant Boisset, d'être destitué et arrêté le 8 nivôse an II (28 décembre 1793). Toutefois, la convention le réintègre dans ses fonctions, sur la demande de Borie, le 8 ventôse an II (11 mars 1794).
Chef des Jacobins locaux, soutenu par la société populaire de Nîmes, il poursuit avec violence les anciens fédéralistes, les déserteurs et ceux qui transgressent la loi du maximum général et obtient le maintien du tribunal du Gard le 26 floréal an II (15 mai 1794). Celui-ci condamne ainsi à mort, le 1er thermidor an II (19 juillet 1794), 17 notables de Nîmes, dont Jean Valz, tous membres de la municipalité à l'époque du fédéralisme.
Le 20 thermidor an II (7 août 1794), il est destitué et arrêté comme robespierriste. Il demeure en prison jusqu'à la Terreur blanche. Dans la nuit du 22 au 23 floréal an III (11 mai 1795), des inconnus armés forcent les portes de la citadelle et le massacrent avec deux autres jacobins, Jean Allien, ancien concierge de la maison d'arrêt des Capucins, et Moulin, ancien inspecteur des convois militaires. Les cadavres de Courbis et d'Allien sont retrouvés dans la cour, celui de Moulin dans un cachot. Courbis avait une « plaie profonde par l'épigastre dans la poitrine, les deux mains fracassées et une plaie sur la crâne », Allien la « figure toute fracassée, un doigt coupé, une plaie au côté gauche », Moulin « une pioche implantée dans le crâne, à une profondeur de cinq pouces; la jambe droite fracassée, une plaie au cou et plusieurs autres sur le corps ».